# Cuerpo de Bomberos de Osorno
El Cuerpo de Bomberos de Osorno corresponde al Cuerpo de Bomberos de Chile que opera en la comuna homónima, en la Región de Los Lagos, Chile. Fue fundado el 27 de agosto de 1865.
Actualmente está conformado por 8 compañías.

## Compañías

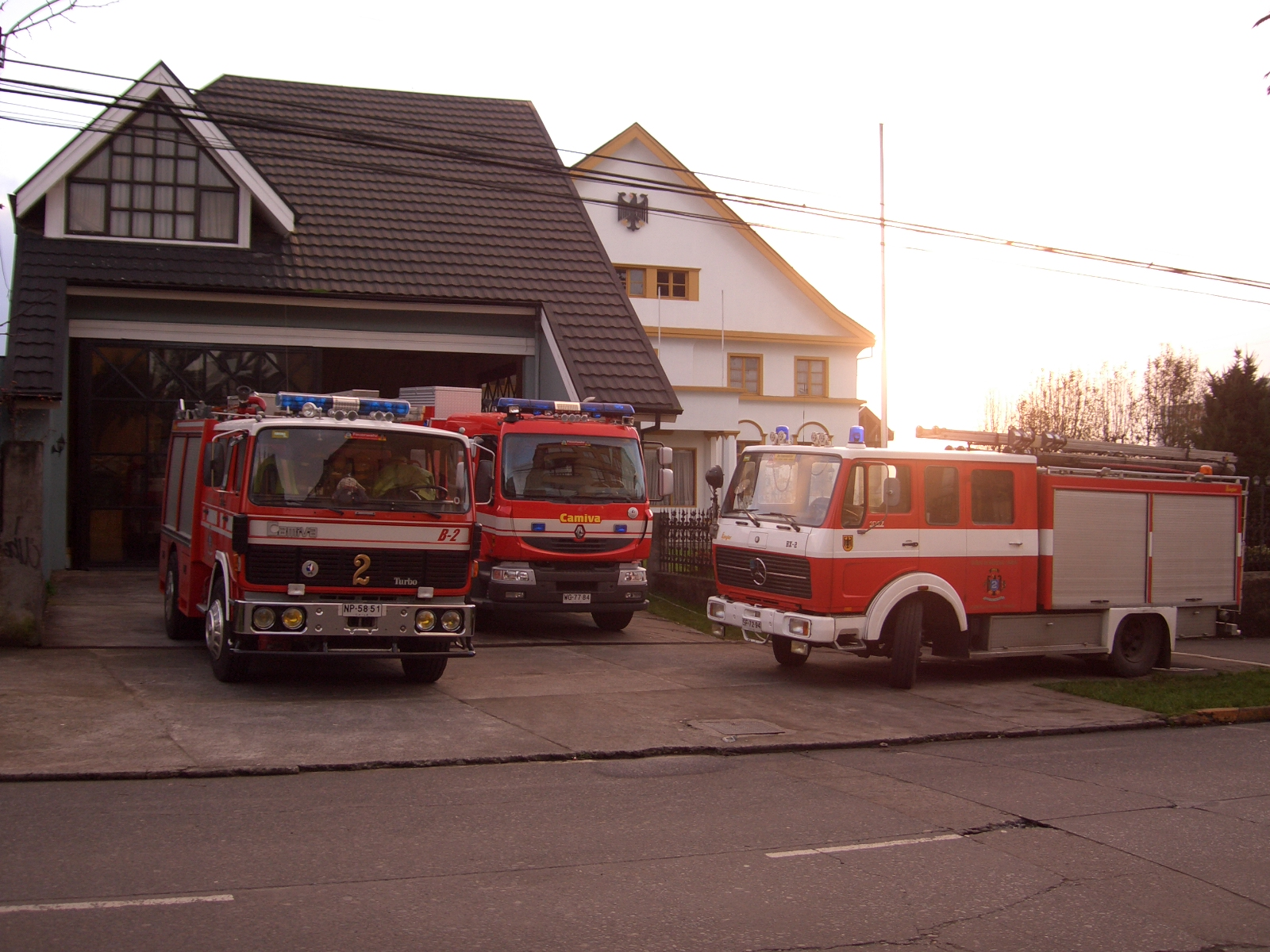
Cuartel de la Segunda Compañía "Germania", en 2006.

El Cuerpo de Bomberos de Osorno está conformado por las siguientes compañías:
| Compañía                                           | Fundación                       | Especialidad               | Cuartel                          |
| -------------------------------------------------- | ------------------------------- | -------------------------- | -------------------------------- |
| Primera Compañía "Arturo Pratt Chacón"             | 27 de agosto de 1865 (159 años) | - Agua                     | Patricio Lynch #1866 Osorno      |
| Segunda Compañía "Germania"                        | 27 de agosto de 1865 (159 años) | - Agua - HAZMAT            | O´Higgins #909 Osorno            |
| Tercera Compañía "Eleuterio Ramírez"               | 3 de mayo de 1888 (136 años)    | - Agua                     | Juan Mackenna #1259 Osorno       |
| Cuarta Compañía "Hachas y Escaleras"               | 24 de junio de 1883 (141 años)  | - Zapadores                | Manuel Antonio Matta #764 Osorno |
| Quinta Compañía "Salvadora y Guardia de Propiedad" | 24 de junio de 1883 (141 años)  | - Agua - Rescate vehicular | Manuel Antonio Matta #766 Osorno |
| Sexta Compañía "Rahue"                             | 10 de marzo de 1910 (115 años)  | - Agua                     | Antofagasta #640 Osorno          |
| Séptima Compañía "Ovejería"                        | 29 de julio de 1934 (90 años)   | - Agua                     | Felizardo Asenjo #185 Osorno     |
| Octava Compañía "Manuel Rodríguez E."              | 22 de junio de 1969 (55 años)   | - Agua                     | Real #1347 Osorno                |